# Đại lộ Jerusalem

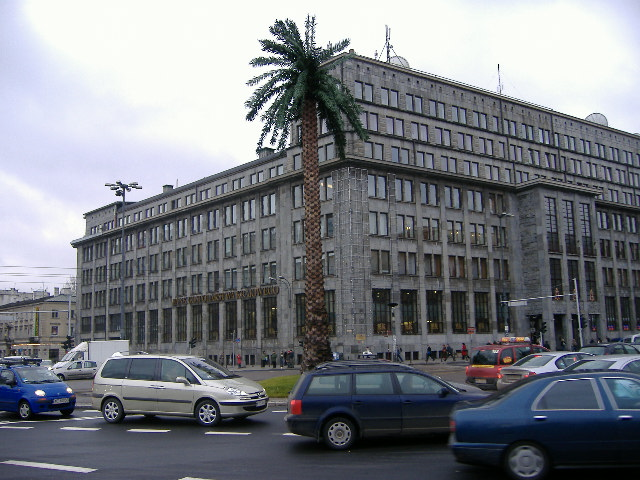
Một cây cọ nhân tạo của Joanna Rajkowska trước ngân hàng BGK hiện đại

Đại lộ Jerusalem (tiếng Ba Lan: Aleje Jerozolimskie) là một trong những con đường chính của thành phố Warsaw ở Ba Lan. Nó chạy qua trung tâm thành phố dọc theo trục Đông-Tây, nối liền các quận phía tây của Wola với cây cầu trên Vistula sông và các quận của Praga ở phía bên kia của con sông.

## Lịch sử
Tên của đường phố xuất phát từ một ngôi làng nhỏ được xây dựng vào năm 1774 bởi hoàng tử và nguyên soái August Sułkowski dành cho những người định cư Do Thái ở Mazovia. Tên của ngôi làng là Nowa Jerozolima (Jerusalem mới) và con đường đến Warsaw được đặt tên là Aleja Jerozolimska (số ít, trái ngược với tên Ba Lan hiện đại, là số nhiều). Mặc dù ngôi làng đã bị bỏ hoang ngay sau khi thành lập, và hầu hết người Do Thái cuối cùng đã di chuyển đến thành phố, nhưng cái tên bị "kẹt" lại và đã được sử dụng kể từ đó.
Chính tại đó, nhà ga đường sắt đầu tiên ở Warsaw đã được xây dựng. Vào cuối thế kỷ 19, phần cực đông của nó đã trở thành một trong những khu vực tiêu biểu nhất và là khu vực đắt đỏ nhất của thành phố đang phát triển. Đầu thế kỷ 20, và đặc biệt là sau khi Ba Lan giành lại độc lập vào năm 1918, đường phố được mở rộng về phía tây, và quận Wola cuối cùng đã được đưa vào thành phố.
Hầu hết các ngôi nhà dọc theo đại lộ, bao gồm các hình ảnh vô giá về nghệ thuật tân thời và kiến trúc hiện đại, đã bị phá hủy sau hậu quả của cuộc nổi dậy Warsaw.
Sau Thế chiến II, chính quyền cộng sản đã phá hủy các tòa nhà còn lại, và phía bắc của đường phố bị chi phối bởi Cung điện Văn hóa và Khoa học khổng lồ và nhà ga đường sắt Warszawa Centralna. Các khối duy nhất còn sót lại của kiến trúc trước chiến tranh nằm ở phía nam của đường phố, bao gồm Cung điện Khách sạn Polonia lịch sử và tòa nhà chung cư Hoserów tại 51 Jerusalem, nơi tổ chức nhà hát lập thể cổ điển Warsaw Fotoplastikon trong sân của nó. Ở giữa đường, tại ngã ba với đường Krucza và Bracka, cửa hàng bách hóa chính sau chiến tranh của Warsaw, CDT 'Smyk' sẽ được tìm thấy.

## Hình ảnh

Xem trên đường Smolna từ Rondo de Gaulle'a và Nowy wiat Street Xem trên đường Smolna từ Rondo de Gaulle'a và Nowy wiat Street
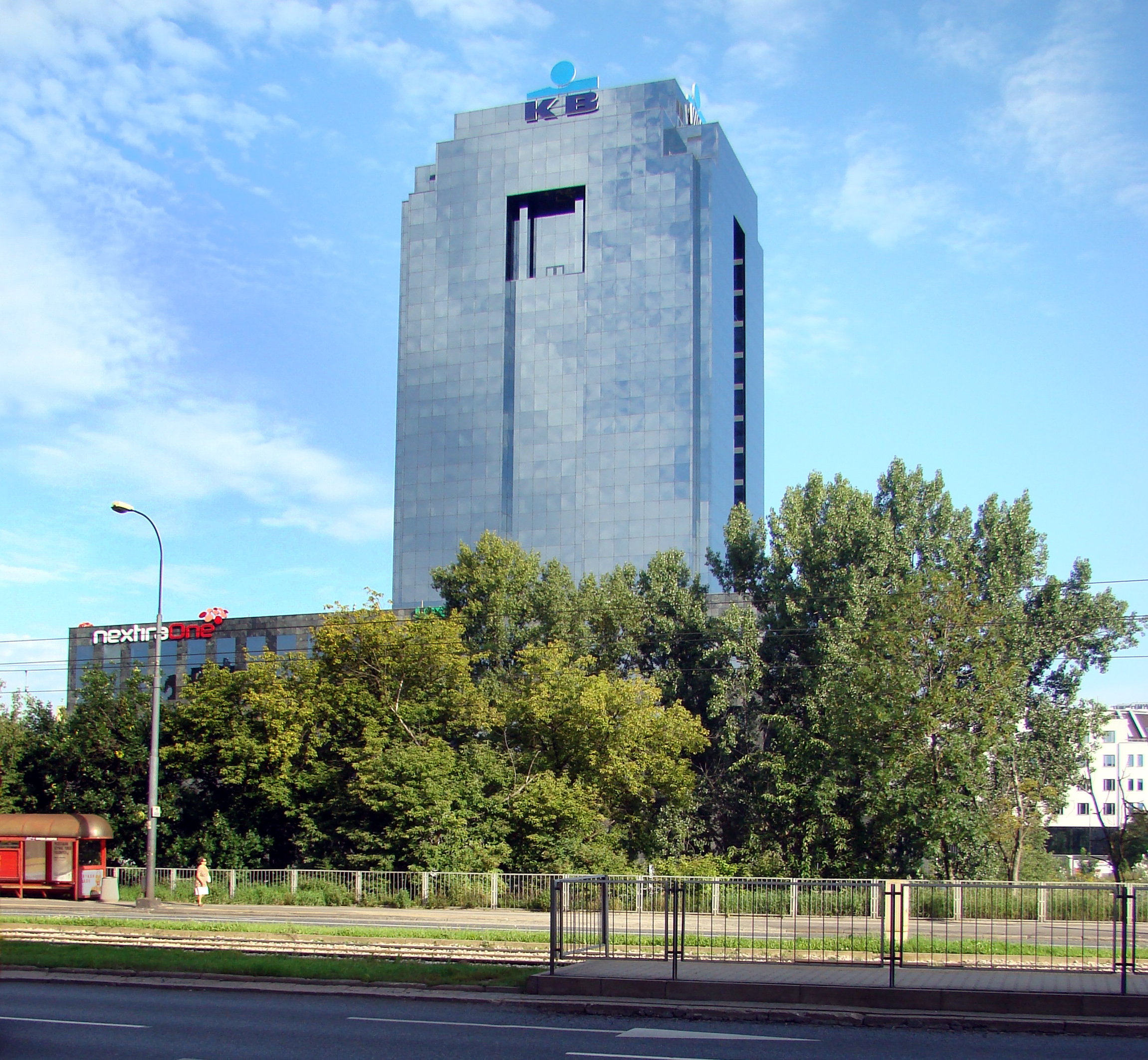
Tháp Warta
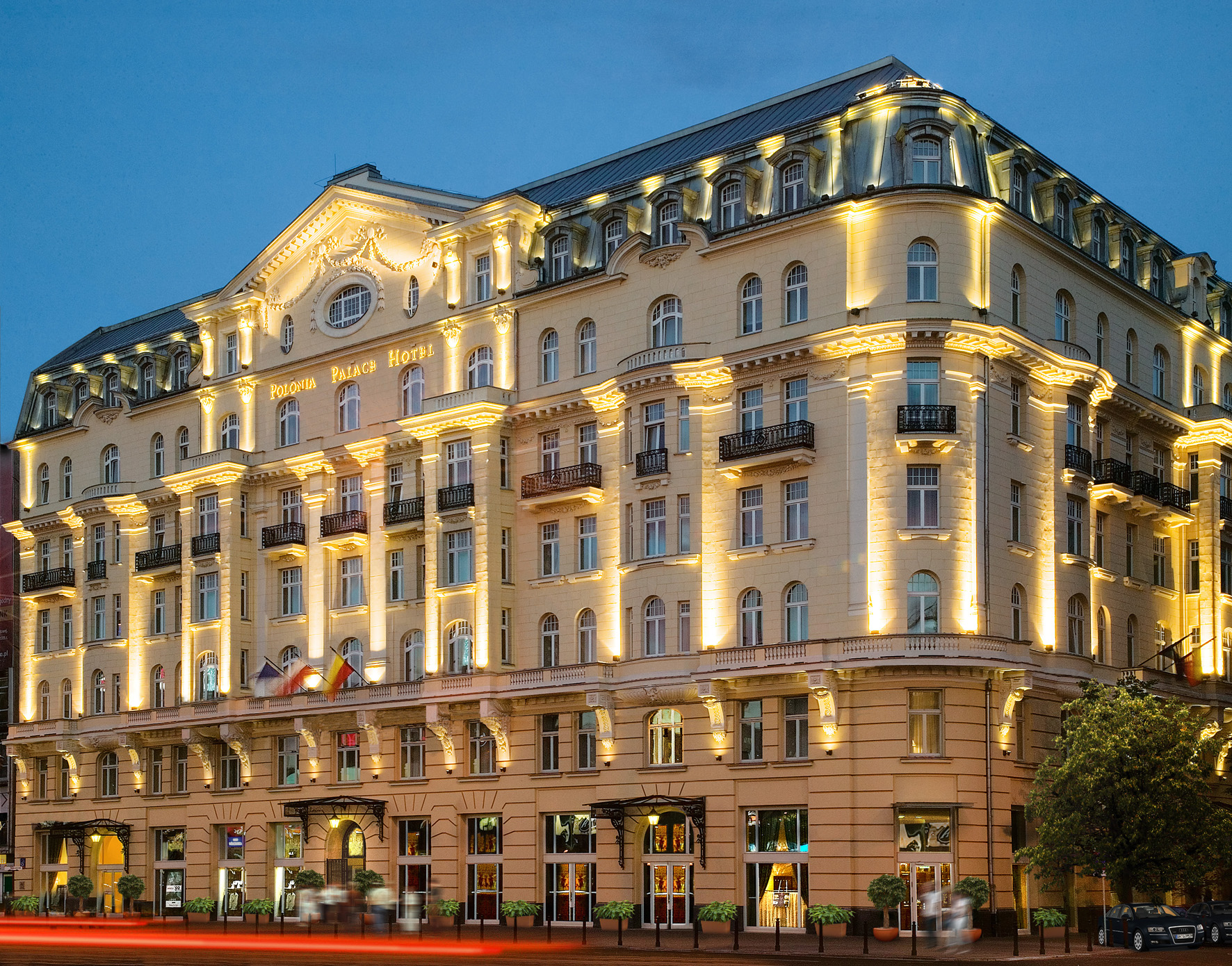
Khách sạn Polonia Palace
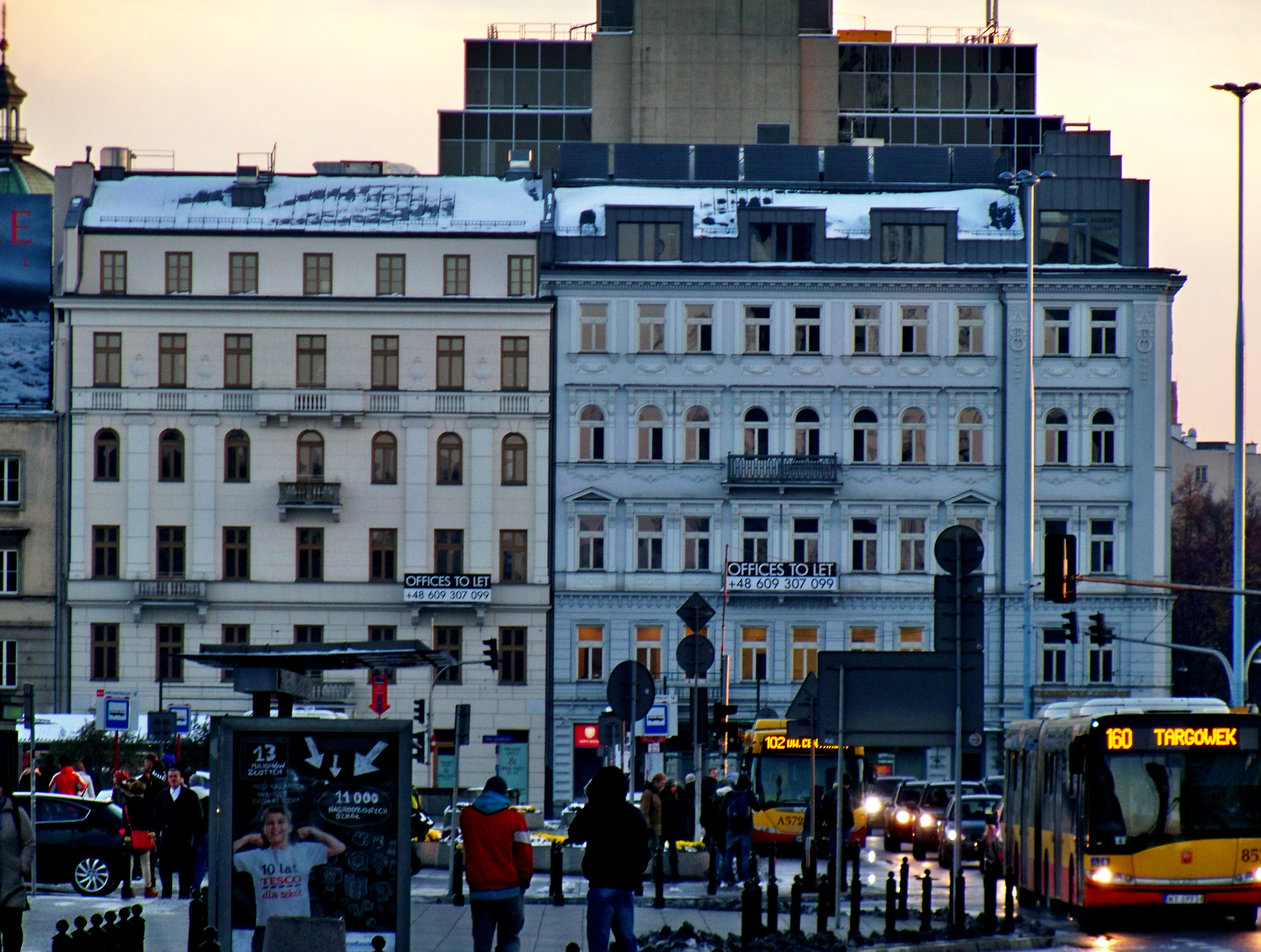
61 & 63 Đại lộ Jerusalem
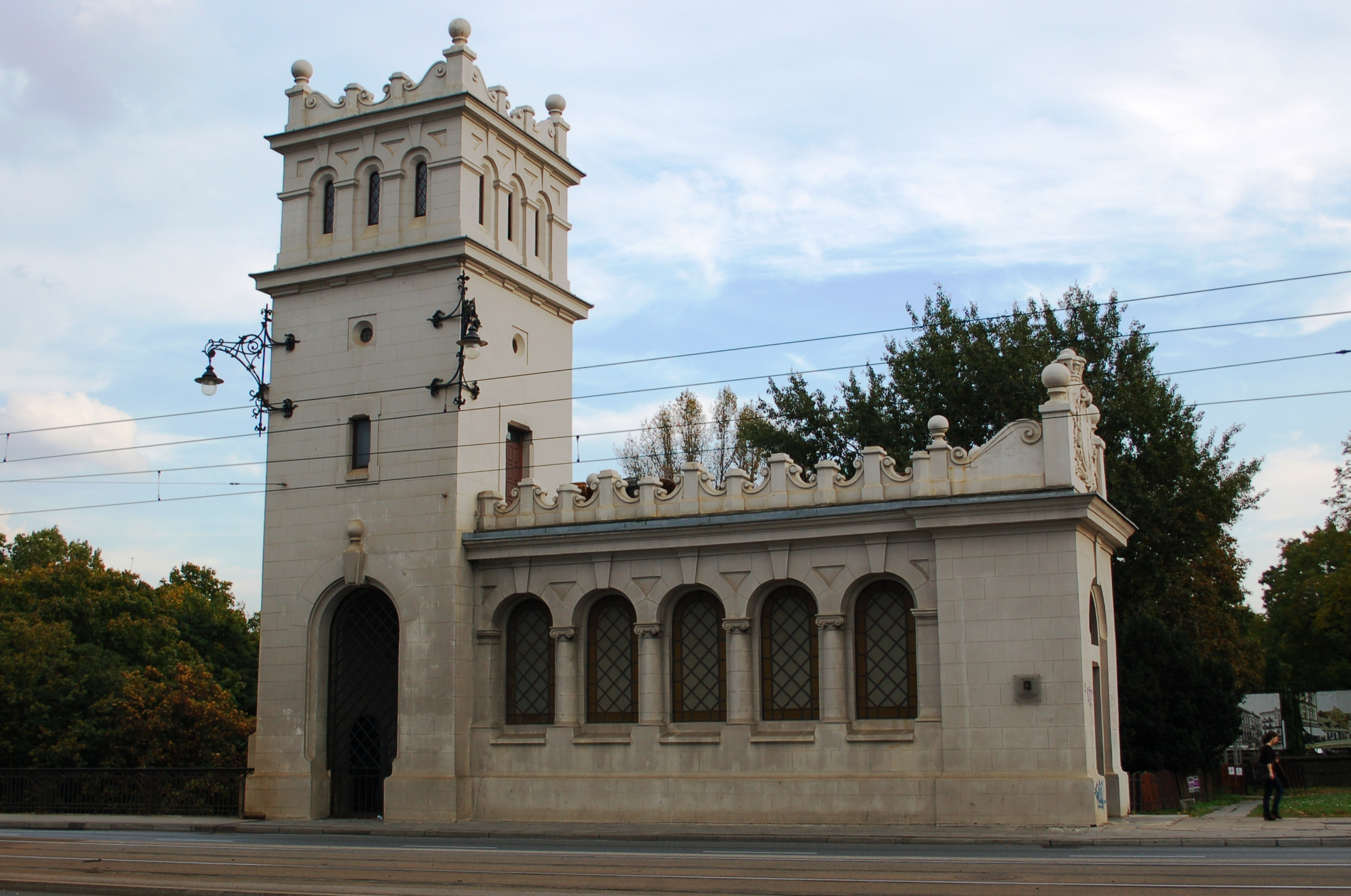
Cầu Poniatowski
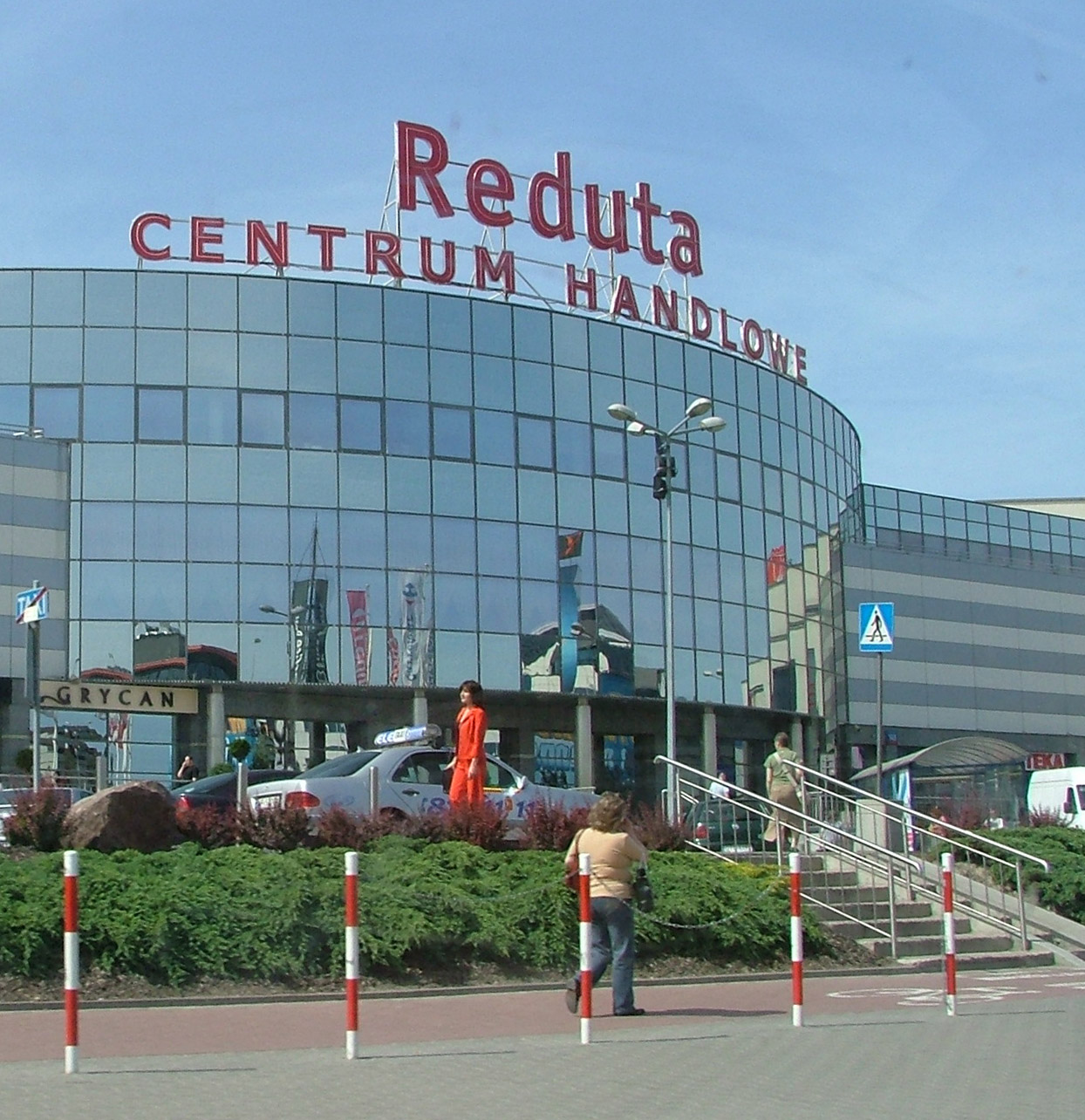
Trung tâm thương mại CH Reduta